# أوبليس أكمولا
أوبليس أكمولة (كازاخية: Ақмола облысы (إكمولا أوبليسي) (روسية: Акмолинская область (اكمولنسكا أوبلاست) (كازاخية: Ақмола облысы (إكمولا أوبليسي) (روسية: Акмолинская область (إكمولنسكا أوبلاست) هي مقاطعة في كازاخستان. تقع في الشمال قرب الحدود مع روسيا. عاصمتها الإدارية مدينة كوكشتاو. تقع في وسطها العاصمة أسطانا ولكنها لا تتبعها إداريا. أغلبية الأوبليس تتكون من السباسب وبعض الأحراش في أقصى شمالها.